# Liste der Biografien/Piq
Liste der Biografien |
Portal Biografien |
Personensuche
# |
A |
B |
C |
D |
E |
F |
G |
H |
I |
J |
K |
L |
M |
N |
O |
P |
Q |
R |
S |
T |
U |
V |
W |
X |
Y |
Z |
?
 
Pa |
Pc |
Pe |
Pf |
Ph |
Pi |
Pj |
Pk |
Pl |
Pm |
Pn |
Po |
Pr |
Ps |
Pt |
Pu |
Pv |
Pw |
Py
 
Pia |
Pib |
Pic |
Pid |
Pie |
Pif |
Pig |
Pih |
Pii |
Pij |
Pik |
Pil |
Pim |
Pin |
Pio |
Pip |
Piq |
Pir |
Pis |
Pit |
Piu |
Piv |
Piw |
Pix |
Piy |
Piz
Die Liste der Biografien führt alle Personen auf, die in der deutschsprachigen Wikipedia einen Artikel haben. Dieses ist eine Teilliste mit 24 Einträgen von Personen, deren Namen mit den Buchstaben „Piq“ beginnt.

## Piq

### Piqu
- Piquant, Wilner (* 1951), haitianischer Fußballspieler
- Piquardt, Jürgen (* 1941), deutscher Gastronom und Autor
- Piqué i Calvo, Joaquim (* 1970), katalanischer Chor- und Orchesterleiter
- Piqué i Camps, Josep (1955–2023), spanischer Politiker (Partido Popular)
- Piqué i Collado, Jordi-Agustí (* 1963), spanischer Theologe, Komponist, Organist, Musikpädagoge und Benediktiner
- Piqué, Gerard (* 1987), spanischer Fußballspieler
- Piquemal, Christian (* 1940), französischer General
- Piquemal, Claude (* 1939), französischer Leichtathlet
- Piquer Simón, Juan (1935–2011), spanischer Filmregisseur
- Piquer, Concha (1908–1990), spanische Sängerin und Schauspielerin
- Piquer, Gary (* 1959), spanisch-britischer Schauspieler und Synchronsprecher
- Piqueras, Ángel (* 2006), spanischer Motorradrennfahrer
- Piqueras, Jaime (* 1927), peruanischer Stabhochspringer
- Piqueras, Roberto (* 1990), spanischer Biathlet
- Piquereau, Anne (* 1964), französische Leichtathletin
- Piquerez, Joaquín (* 1998), uruguayisch-italienischer Fußballspieler
- Piquero, Nicole Leeper, US-amerikanische Kriminologin
- Piquero, Pedro (* 1976), spanischer Pianist, Übersetzer und Zen-Meister
- Piques, Céline (* 1975), französische Wirtschaftswissenschaftlerin und feministische Aktivistin
- Piquet, Nelson (* 1952), brasilianischer Formel-1-RennfahrerNelson Piquet (* 1952)

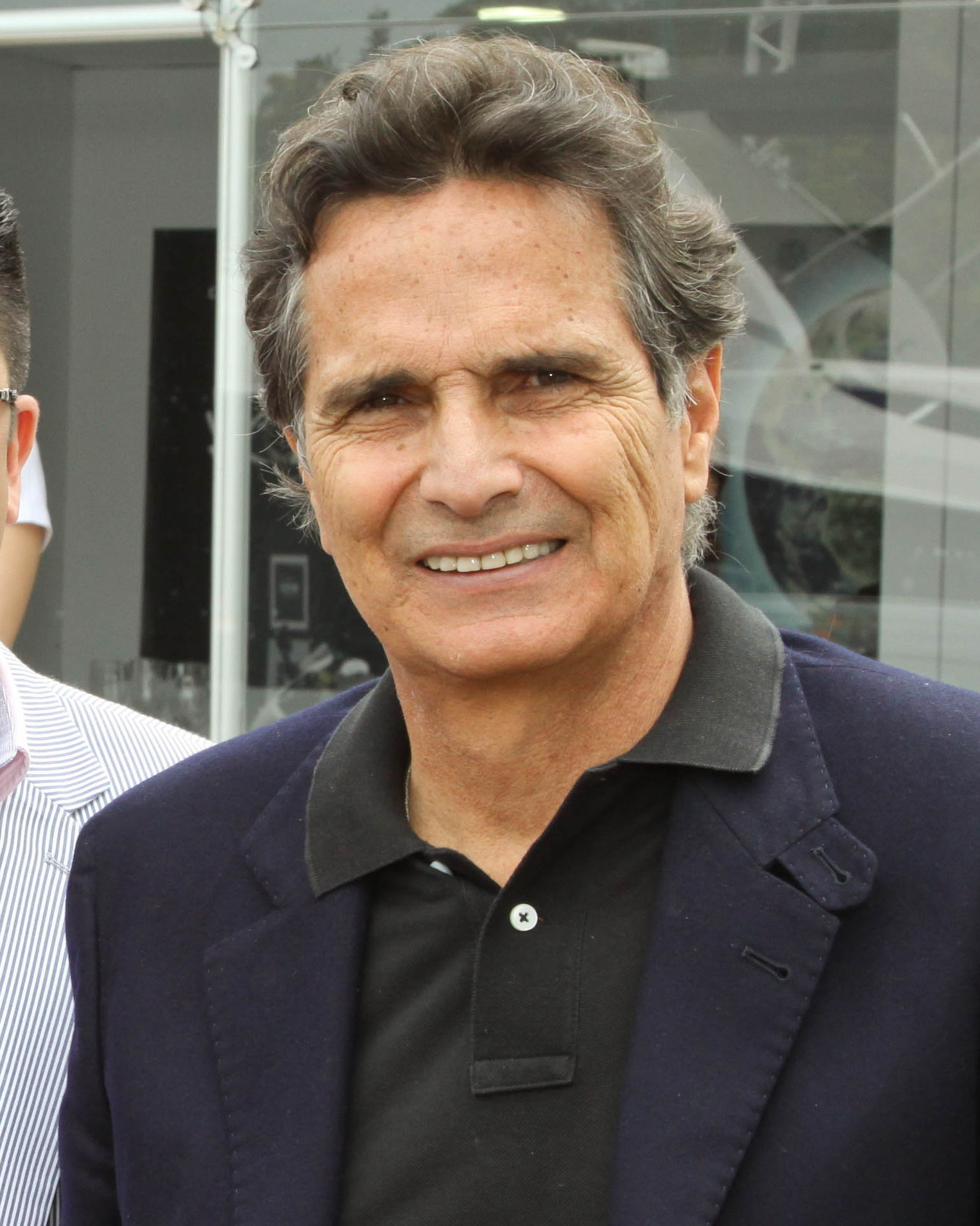
Nelson Piquet (* 1952)

- Piquet, Nelson junior (* 1985), brasilianischer Automobilrennfahrer
- Piquet, Pedro (* 1998), brasilianischer Automobilrennfahrer
- Piquion, Nathalie (* 1988), französische Tennisspielerin
- Piquionne, Frédéric (* 1978), französischer Fußballspieler